# Comtat de Durrës
El comtat de Durrës és una divisió administrativa de primer nivell d'Albània. La seva capital és Durrës.
El districte (Rreth) de Durrës es va crear per la divisió administrativa establerta el 1959 quan es va passar de 10 prefectures a 26 rrethet (rrethet és el plural de rreth). Compta amb una població de 292,029 habitants en una superfície de 766 km2.
El juny de 1991 se li va segregar el rreth de Kavajë. El 1993, es va establir una nova divisió administrativa del país i els rrethet (districtes) foren substituïts per 12 prefectures, que foren regulades el 1995, i eren subdividides en districtes (es dividia en els de Durrës i Krujë) que, com a divisions intermèdies, foren abolides nominalment el 28 de novembre de 1998 per la constitució. El 2004, la qualificació de prefectures fou abolida i se'ls va donar el nom de qarqe (plural de qark, equivalent a comtats o comarques).